# 2015年諾瓦克·喬科維奇網球賽季
諾瓦克·喬科維奇2015年賽季，是塞爾維亞網球運動員諾瓦克·喬科維奇一整年的賽事表現記錄。其中包含球員的勝負場數，球員之間的對戰記錄以及職業獎金記錄等。2015賽季喬科維奇的參賽計劃以大滿貫和1000大師賽為主，唯一一站250級別賽事為卡塔爾公開賽，唯二的500賽是二月份分的杜拜網球錦標賽及十月份於中國北京舉行的中國網球公開賽。

## 年度概覽
同往年不同，喬科維奇在澳網之前選擇參加一項熱身——卡塔爾公開賽，但在八強階段以1比2不敵克羅地亞的伊沃·卡洛維奇，成為本年度第一場輸掉的比賽。隨後前往墨爾本參加澳網，前五輪未失一盤，唯在四強階段與斯坦·瓦林卡再次上演五盤大戰，這也是雙方連續三年正面交鋒，並且都打到決勝盤才分出勝負，復仇成功的他也第五次打入澳網決賽。

## 比賽列表
指引：
| W | F | SF | QF | #R | RR | LQ (Q#) | A | P | Z# | PO | SF-B | F-S | G | NMS | NH | NQ |

W：冠軍；F：亞軍；SF：四強；QF：八強；#R：前四輪；RR：小組賽；LQ：止步資格賽；A：缺席；P：比赛延期；Z#：戴维斯杯/联合会杯组别赛（#表示级别）；PO：參與戴維斯盃/联合会杯附加赛；SF-B：奧運會銅牌；F-S：奧運會銀牌；G：奧運會金牌；NMS：非ATP1000大師賽系列；NH：該賽事本年度未舉行；NQ：未入圍。

### 單打比賽
| 賽事                                                      | 場數累計 | 輪數                | 對手              | 對手排名 | 結果                    | 比分                         |
| 卡塔爾公開賽 卡塔爾，多哈 ATP 250賽 室外硬地 2015年1月5日 |          |                     |                   |          |                         |                              |
| 1                                                         | 第一輪   | 杜尚·拉约维奇       | 68                | 勝       | 6-2, 6-1                |                              |
| 2                                                         | 第二輪   | 謝爾蓋·斯坦高夫斯基 | 57                | 勝       | 6–2, 6–1                |                              |
| 3                                                         | 八強     | 伊沃·卡洛維奇       | 27                | 負       | 7–6(7–2), 6–7(7–9), 3–6 |                              |
| 澳洲公開賽 澳大利亞，墨爾本 大滿貫 室外硬地 2015年1月19日 | 4        | 第一輪              | 阿爾亞·貝德尼     | 116      | 勝                      | 6–3, 6–2, 6–4                |
| 澳洲公開賽 澳大利亞，墨爾本 大滿貫 室外硬地 2015年1月19日 | 5        | 第二輪              | 安德烈·庫茲涅佐夫 | 88       | 勝                      | 6-0, 6-4, 6-4                |
| 澳洲公開賽 澳大利亞，墨爾本 大滿貫 室外硬地 2015年1月19日 | 6        | 第三輪              | 費爾南多·沃達斯科 | 33       | 勝                      | 7–6(10–8), 6–3, 6–4          |
| 澳洲公開賽 澳大利亞，墨爾本 大滿貫 室外硬地 2015年1月19日 | 7        | 第四輪              | 吉爾·穆勒         | 42       | 勝                      | 6–4, 7–5, 7–5                |
| 澳洲公開賽 澳大利亞，墨爾本 大滿貫 室外硬地 2015年1月19日 | 8        | 八強                | 米洛斯·拉奧尼奇   | 8        | 勝                      | 7–6(7–5), 6–4, 6–2           |
| 澳洲公開賽 澳大利亞，墨爾本 大滿貫 室外硬地 2015年1月19日 | 9        | 四強                | 斯坦·瓦林卡       | 4        | 勝                      | 7–6(7–1), 3–6, 6–4, 4–6, 6–0 |
| 澳洲公開賽 澳大利亞，墨爾本 大滿貫 室外硬地 2015年1月19日 | 10       | 決賽                | 安迪·穆雷         | 6        | 勝                      | 7-6(7-5), 6-7(4-7), 6-3, 6-0 |